# Paropioxys fortunatus
Paropioxys fortunatus är en insektsart som beskrevs av Karsch 1890. Paropioxys fortunatus ingår i släktet Paropioxys och familjen Eurybrachidae. Inga underarter finns listade i Catalogue of Life.